# Валлуа (Мёрт и Мозель)
Валлуа́ (фр. Vallois) — коммуна во французском департаменте Мёрт и Мозель региона Лотарингия. Относится к кантону Жербевиллер.

## География
Валлуа	расположен в 38 км к юго-востоку от Нанси. Соседние коммуны: Муаян на северо-востоке, Маньер на юго-востоке, Маттексе на юго-западе, Серанвиль на западе, Жербевиллер на севео-западе.

## История
- Следы галло-романской усадьбы в соседнем лесу Лана.

## Демография
Население коммуны на 2010 год составляло 148 человек.
| 1962 | 1968 | 1975 | 1982 | 1990 | 1999 | 2010 |
| ---- | ---- | ---- | ---- | ---- | ---- | ---- |
| 133  | 111  | 121  | 110  | 141  | 144  | 148  |

## Достопримечательности
- Церковь XVIII века, башня предыдущей примитивной церкви XV века.